# Triphaenopsis putealis
Triphaenopsis putealis là một loài bướm đêm trong họ Noctuidae.